# Loma de San Miguel, Jalisco
Loma de San Miguel är en ort i Mexiko.   Den ligger i kommunen Jesús María och delstaten Jalisco, i den centrala delen av landet, 300 km väster om huvudstaden Mexico City. Loma de San Miguel ligger 2 247 meter över havet och antalet invånare är 139.
Terrängen runt Loma de San Miguel är platt åt sydväst, men åt nordost är den kuperad. Runt Loma de San Miguel är det ganska glesbefolkat, med 28 invånare per kvadratkilometer. Närmaste större samhälle är Ciudad Manuel Doblado, 19,1 km öster om Loma de San Miguel. I omgivningarna runt Loma de San Miguel växer huvudsakligen savannskog.